# Amblyrhynchichthys
Amblyrhynchichthys là một chi nhỏ trong họ Cá chép (Cyprinidae), chỉ chứa 2 loài cá nước ngọt ttrong khu vực Đông Nam Á.

## Các loài
- Amblyrhynchichthys micracanthus H. H. Ng & Kottelat, 2004
- Amblyrhynchichthys truncatus (Bleeker, 1850) - Cá trao tráo